# Sent Bertomiu de Bussiera
Sent Bertomiu de Bussiera (en francès Saint-Barthélemy-de-Bussière) és un municipi francès situat al departament de la Dordonya i a la regió de la Nova Aquitània.

## Demografia
| 1962                                       | 1968 | 1975 | 1982 | 1990 | 1999 | 2007 |
| ------------------------------------------ | ---- | ---- | ---- | ---- | ---- | ---- |
| 374                                        | 345  | 304  | 270  | 271  | 244  | 227  |
| Des de 1962: població sense dobles comptes |      |      |      |      |      |      |

## Administració
| Període   | Identitat       | Partit |
| --------- | --------------- | ------ |
| 1989-2008 | Fernand Chaulet | PCF    |
| 2008-     | Bernard Bioulac | PS     |